# Esferistério

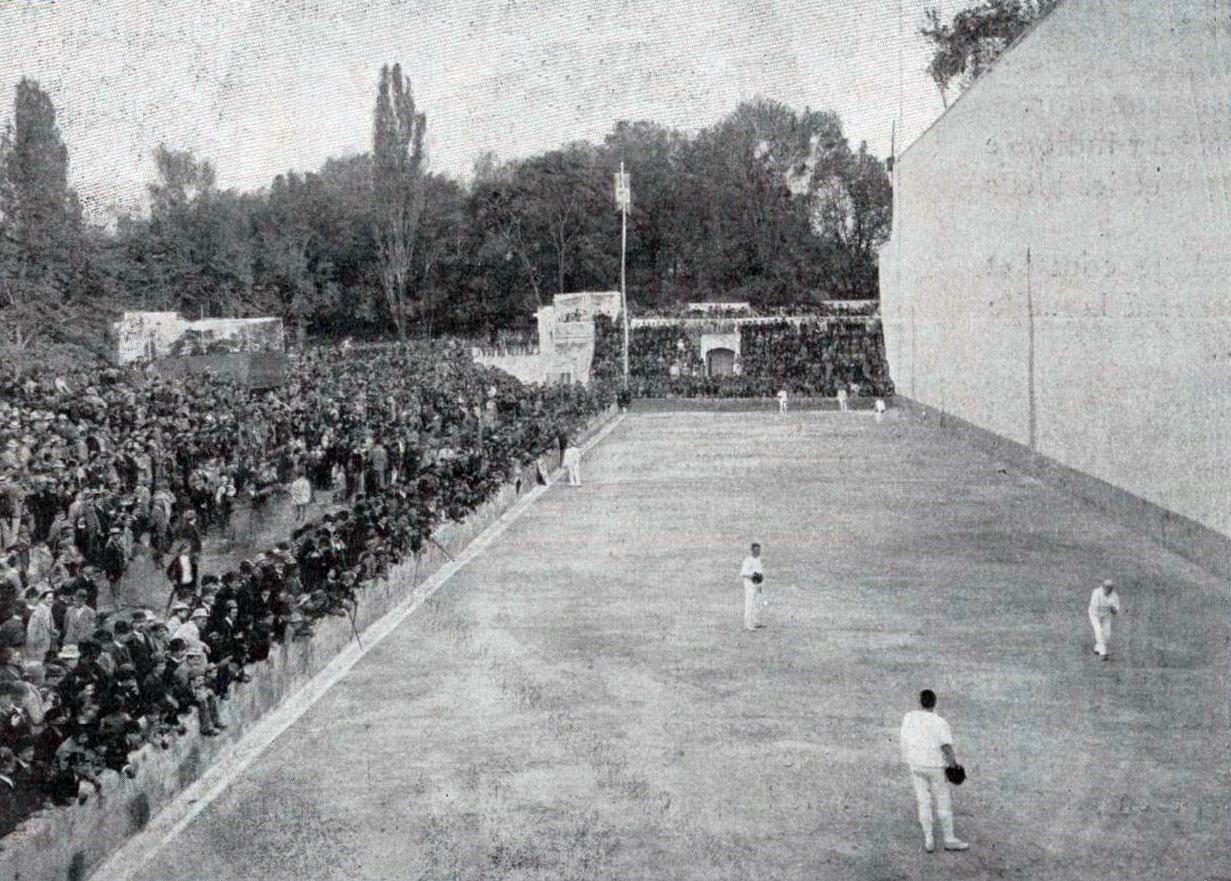
Sferisterio delle Cascine em Florença, durante o século XIX

Esferistério (em latim: Sphaeristerium) é um termo que, no contexto da arquitectura clássica, designa um espaço exterior descoberto ou uma sala de grande dimensões, anexo às termas, ginásios ou outros edifícios públicos e villas particulares, e que se destinava à realização de exercícios com bolas.